# Списък на битките
Списък на битките
- Войни и битки през древността в старата ориенталска история
- Троянска война (13 – 12 век пр.н.е.)
- Списък на битките в китайската история (до 7 век)
- Месенски войни
- Списък на битките на Древен Рим (от 8 век пр.н.е.)
- Списък на войните и битките през древността след 500 пр.н.е.
  - Гръко-персийски войни
  - Сицилиански войни
  - Пелопонески войни
  - Диадохски войни
  - Пунически войни
  - Войни и битки през късната античност

- Войни и битки от 7 до 13 век
  - 7 до 13 век
  - Кръстоносните походи (и Кръстоносни походи)
  - 12 и 13 век
  - Списък на българо-византийските битки

- Списък на войните и битките през 14 и 15 век
  - Стогодишна война
  - Война на розите
  - Бургундски войни
  - Италиански войни
  - Битки на Османската империя

- Списък на войните и битките през 16 век
  - Нордски войни

- Списък на войните и битките през 17 век
  - Тридесетгодишна война
  - Английска гражданска война

- Списък на войните и битките през 18 век
- Войни и битки през 19 век
- Войни и битки през 20 и 21 век